# هوانغ جوشيونغ
هوانغ جوشيونغ (مواليد 9 أكتوبر 1970) هو سبّاح صيني، مثّل بلاده في الألعاب الأولمبية الصيفية 1988.

## روابط خارجية
هوانغ جوشيونغ على موقع أوليمبيديا (الإنجليزية)